# بیب (فیلم ۱۹۹۵)
بیب (به انگلیسی: Babe) یک فیلم کمدی-درام به کارگردانی کریس نونان، تهیه کنندگی جرج میلر و نویسندگی هر دو است که در سال ۱۹۹۵ منتشر شد. این فیلم اقتباسی از رمان «گوسفند-خوک» نوشته دیک کینگ اسمیت در سال ۱۹۸۳ است که داستان یک خوک مزرعه را روایت می‌کند که می‌خواهد کار یک سگ گله را انجام دهد. داستان فیلم توسط راسکو لی براون روایت می‌شود و شخصیت‌های اصلی حیوانات توسط حیوانات واقعی و عروسک‌های انیماترونیک بازی می‌شوند.
در سال ۱۹۹۸ جرج میلر دنباله‌ای از این فیلم با نام بیب: خوک در شهر ساخت.